# Viktor Kopatin
Viktor Kopatin, slovenski rimskokatoliški duhovnik, jezuit, misijonar in pridigar, * 13. december 1878, Podnanos, † 12. januar 1951, Grad Bogenšperk.

## Življenje in delo
Rodil se je v Št. Vidu pri Vipavi (sedaj Podnanos) v družini gostilničarja, kmeta in mlinarja Franca Kopatina in kmetice ter gostilničarke Marije Vidrih. Po končani ljudski šoli, ki jo je obiskoval v rojstnem kraju (1884-1891)  je obiskoval gimnazijo v Ljubljani (1891-1901). Leta 1901 je vstopil v jezuitski red. V noviciat je odšel v Šentandraž v Labotski dolini, nato v Bratislavo in Travnik
v Bosno. V Innsbrucku je študiral bogoslovje ter bil junija 1911
posvečen v mašnika. Že med študijem zadnjega letnika je opravljal službo kaplana v župniji Mutters. Po posvetitvi je bil nekaj let v Travniku in v Exanternauu na Nizozemskem. Od tam so ga premestili v Gorico, kjer je bil vzgojitelj in učitelj. 2. februarja 1915 je podal zadnje redovne zaobljube. Iz Gorice je odšel Celovec med bolne in ranjene vojake in Lvov, kjer je deloval kot vojaški kurat. Od 11. junija 1918 je bil v Ljubljani predstojnik redovne skupnosti in pridigar. Po vojni je sodeloval pri obnovi cerkve
sv. Jožefa. Bil je prvi slovenski rektor v novi Družbi Jezusovi in urednik lista Voditelj Marijine družbe, bil pastoralni delavec  in voditelj duhovnih vaj, predstojnikov pomočnik in predstojnik redovne skupnosti. Po letu 1937 je vodil več misijonov na avstrijskem Koroškem in Štajerskem. Med 2. svetovno vojno je sodeloval v listu Glasnik Srca Jezusovega, opravljal duhovne vaje  ter končal Manrezo o duhovnih vajah v samoti po načinu sv. Ignacija Lojolskega. Po osvoboditvi je nekaj časa ostal v Ljubljani, odšel nato v Komendo, zadnja leta pa je preživel na Gradu Bogenšperk. Leta 1909 je izšel v delu Podobe iz misijonskih dežel njegov spis Kako se je razvijala katoliška cerkev v Bosni po okupaciji in 1923 delo z naslovom Pasijonski molitvenik.